# Biblioteca Națională a Maliului
Biblioteca Națională a Maliului se află în Bamako, Mali.
În 1938 a fost înființat Institutul Francez al Africii Negre (IFAN) pentru studierea limbilor, istoriei și culturii popoarelor aflate sub stăpânirea colonială franceză în Africa. După obținerea independenței statului Mali în 1960, în 1962 Centrul IFAN din Bamako a fost redenumit de guvernul Mali în Institutul de științe umane. Colecțiile Bibliotecii Naționale ale Maliului, Arhivele Naționale și Muzeului Național au apărut prin desprinderea de IFAN. La 29 februarie 1968, biblioteca a fost transferată din Koulouba pe Bulevardul Kasse Keita din Ouolofobougou, un sector al Bamako. Printr-o lege din 17 martie 1984 a fost fondată Biblioteca Națională.
Biblioteca este condusă de un director, numit în funcție de Directorul Național pentru Arte și Cultură. Acesta alege cinci șefi pentru fiecare dintre secțiile bibliotecii: secția de catalogare și bibliografie; secția de periodice și documente; secția de împrumuturi și informații; secția de achiziții, prelucrare și depozite legale; secția de legare și restaurare. Începând cu 1989, personalul bibliotecii număra 28 de persoane, 16 femei și 12 bărbați.
Cărțile și publicațiile periodice sunt disponibile gratuit publicului pentru lecturare internă, iar permisiunea pentru împrumut poate fi obținută prin prezentarea unui permis. Conform Națiunilor Unite, în 2015 aproximativ 33 la sută dintre adulții din Mali aveau știință de carte.
Biblioteca găzduiește unele dintre exponatele African Photography Encounters, un festival bianual de fotografie din Bamako.